# 蔡宏達
蔡宏達（1967年—1996年2月22日），臺灣版畫家，因輸進有愛滋病毒的血友病血液製品而早逝。

## 生平

### 出生得病
蔡宏達為蔡淵鑽和黃美枝的長子，1967年出生時就因被產夾傷到而流血不止。八月大的時候，蔡宏達被確定有血友病。他若受傷只能輸入凝血因子VIII濃縮劑才可以止血，但隨著體重增加，劑量愈大就越貴。
蔡淵鑽回憶兒子蔡宏達出生時逢在家中經濟狀況不佳，難負擔新台幣兩千元的一包藥，而當時1970年代臺北市南京東路、松江路口一坪才一千多元。蔡淵鑽到任職達達影視公司副總時收入轉好，但為了兒子的醫療費還是常預借薪資。對這段事，蔡宏達在日記裡寫「自己是金錢堆砌的玻璃娃娃」。

### 學習版畫
蔡宏達連到高中上下學都須父親開車護送，以免受傷。蔡宏達媽媽黃美枝說，蔡宏達因受保護而難以自由活動，就喜歡繪畫、寫詩。蔡宏達就讀師大附中期間每周會學習繪畫。在李健儀教導下，蔡宏達踏入藝術領域。蔡宏達讀文化大學美術系時開始學版畫，作品以金屬板畫為主，主題有對社會的批判、環境關懷。
1984年2月29日，拜耳下屬的Cutter Biological對美國推出熱處理過的凝血因子VIII濃縮劑以防血漿有愛滋病汙染，但依然將有未熱處理的五百萬份舊品賣到國外的血友病患者，直到1985年7月才改賣有熱處理過的新品給中華民國。蔡宏達在大學就讀期間，意外輸進有愛滋病毐污染的血漿，自此身體免疫力遭到破壞。
1990年3月24日，蔡宏達在台北縣第二屆美展得版畫第一名。該年，他以文化大學美術系第一名畢業。他在日記寫「願像盛裝著烈火的盒子，把光和熱奉獻給人們」。之後，他與有志從事版畫的同伴們創立火盒子版畫工房。李維菁評道蔡宏達作品中常見一種處於關於生命的不安與焦慮。

### 病發早逝
蔡宏達愛滋發病之後，舉家搬到台北縣林口鎮，以防外人得知病情。之後蔡宏達病情加重，在右眼視力也逐漸喪失時，留下版畫遺作「單眼的淚」。他以「我只是疾駛而過的一個影...車窗曾經捕捉的...一個似曾相識的影」描寫自己的一生。
1996年2月22日，蔡宏達過世。雙親依照遺志，把亡子的版畫壓印機捐贈給Ap版畫創作空間。

## 紀念
1997年2月15到27日，新台北藝術聯誼會舉行蔡宏達紀念作品展。當月17日，總統李登輝與總統夫人曾文惠在巴黎文教基金會董事長廖修平陪同下參觀此展。同年4月8日到19日，師大附中五十週年校慶，邀集蔡宏達、劉國松、蔣勳、戚維義等四十位附中校友的藝術家們作品聯展。
蔡宏達身後留下日記廿三本，詩、文、小說約五十篇，版畫近一百幅，素描四百六十幅、油畫、水彩、雕塑、籇刻等約七百件。他的雙親於2002年間整理出兒子大量手稿和畫作，在新竹師範學院美勞教育系架設紀念網站。在廖修平等人支持下，蔡宏達的作品也出版。
2003年夏，拜耳有愛滋病毒的凝血劑新聞爆發後，台灣受害者開始求償。該年，中華民國行政院愛滋病防治推動委員會為紀念受害者蔡宏達，特別商請資深布藝老師陳美玲以蔡宏達版畫作品「夢境」圖樣製作愛滋紀念被單，於12月25日到30日於國立國父紀念館二樓東、西側走廊展出。之後，由孫梓評為蔡宏達寫出報導文學作品《打開火盒子：血友病版畫家蔡宏達抵抗愛滋的故事》。
2004年2月21日至26日，台北市立社教館舉行蔡淵鑽、黃美枝、蔡宏達三人聯合畫展。2009年12月5日，國立臺灣美術館受贈蔡宏達九十一件作品，並以展名「剎那即是永恆」展至2010年3月21日。

## 專書
- 蔡宏達. . 蔡宏達紀念展編輯委員會. 1997. ISBN 9789579719469.

- 孫梓評. . 麥田. 2004. ISBN 9789867537515.